# Ochna polyneura
Ochna polyneura är en tvåhjärtbladig växtart som beskrevs av Ernest Friedrich Gilg. Ochna polyneura ingår i släktet Ochna och familjen Ochnaceae. Inga underarter finns listade i Catalogue of Life.